# Républicains de gouvernement
Die Fraktion der Républicains de gouvernement (Regierungsrepublikaner) war eine parlamentarische Gruppe, die von opportunistischen Republikanern gebildet wurde und während der Dritten Republik in Frankreich von 1893 bis 1898 in der Abgeordnetenkammer vertreten war.

## Geschichte
Die Fraktion der Regierungsrepublikaner wurde nach den Parlamentswahlen von 1893 gegründet. Sie vereinigte die ehemaligen Fraktionen der Union républicaine und der Union démocratique sowie die Progressiven Republikaner, die seit 1885 in der Union des gauches zusammengeschlossen waren. Mit 311 Abgeordneten war sie die stärkste Fraktion in der Kammer und ermöglichte die Bildung der meisten Regierungen der Legislaturperiode. Sie kontrollierte auch den Senat und stellte zwischen 1887 und 1899 die Präsidenten der Republik. Außerdem brachte die Fraktion eine neue Generation von Abgeordneten aus dem gehobenen Bürgertum hervor, wie Raymond Poincaré und Charles Jonnart. Die Fraktion war jedoch nicht homogen und die Frage, ob sie sich mit den Radikalen oder den Ralliés verbünden sollte, spaltete die Meinungen. So kam es in der Legislaturperiode zu sechs Regierungen, von denen eine nicht progressiv war.
Das Ralliement und die Dreyfus-Affäre führten zu Spannungen innerhalb der Progressiven Republikaner, die mehrere Abspaltungen durch Mitglieder des linken Flügels provozierte. Die Union progressiste verließ die Fraktion 1894 mit 40 Mitgliedern, die Républicains de gauche 1898. Diese beiden Bewegungen schlossen sich 1902 zur Alliance républicaine démocratique zusammen und beteiligten sich gemeinsam mit der Parti républicain, radical et radical-socialiste und einigen unabhängigen Sozialisten an der Koalition des Linksblocks. Trotzdem gelang es während der Regierungszeit Jules Mélines, die Fraktion durch die Gründung des Grand cercle républicain zu stabilisieren.
In dieser Zeit traten die Regierungsrepublikaner vor allem als Gegner sozialistischer Positionen und durch einen gemäßigten Anti-Klerikalismus hervor. Die Regierungsrepublikaner benannten sich ab 1898 in die Fraktion Progressive Republikaner um und stellten sich fortan in die Opposition, indem sie sich den ralliierten Konservativen annäherten.